# Áed Róin
Áed Róin mac Bécce Bairrche (mort en 735) est un souverain de Dál Fiatach qui règne sur le royaume régional d'Ulaid en Irlande de 708 à 735. Il est le fils de  Bécc Bairrche mac Blathmaic, (mort en 718), un roi précédent d'Ulaid qui abdique en 707 pour devenir un peregrinus et de Conchenn veuve de Finnachta Fledach.

## Biographie
L'opposition à la souveraineté d'Áed des diverses lignées du Dál nAraidi doit d'abord être surmontée. En 712, les Ulaid (Dal Fiatach) sont renversés et Dubthach mac Bécce, le frère d'Áed est tué. En 714, une bataille contre les fils de Becc Bairrche et le fils de  Bressal mac Fergusa (mort en 685) du Uí Echach Cobo a lieu et les Dal Fiatach sont victorieux.
En 735, l' Ard ri Erenn Áed Allán du Cenél nEógain défait Áed Róin à Faughart, en Magh Muirtheimhne dans l'actuel comté de Louth. Áed Róin et Conchad mac Cúanach du Ui Echach Coba sont tués. Ce conflit est survenu a la suite de la profanation de l'église de Cell Conna, chère à Áed Allán, par des hommes de Áed Róin, pour laquelle Congus, abbé d'Armagh réclamait vengeance. La tête de Áed Róin est coupés. Cette victoire entraine la perte de la souveraineté sur le Conailli Muirtheimne par l'Ulaid les Uí Néill s'emparant de leur influence dans le Louth.
Les fils de Áed Róin sont : 
- Bressal mac Áedo Róin et
- Fiachnae mac Áedo Róin, qui deviennent aussi roi d'Ulaid;
- Blathmac, l'ancêtre éponyme des Uí Blathmaic[7];

- Diarmait, le fondateur de l'établissement monastique de Castledermot[8].